# Estola albosignata
Estola albosignata là một loài bọ cánh cứng trong họ Cerambycidae.